# Калояново (Сливенская область)
Калояново (болг. Калояново) — село в Болгарии. Находится в Сливенской области, входит в общину Сливен. Население составляет 696 человек.

## Политическая ситуация
В местном кметстве Калояново, в состав которого входит Калояново, должность кмета (старосты) исполняет Донка Тодорова Петрова (Болгарская социалистическая партия (БСП)) по результатам выборов правления кметства.
Кмет (мэр) общины Сливен — Йордан Лечков Янков (Граждане за европейское развитие Болгарии (ГЕРБ)) по результатам выборов в правление общины.